# Asia Pacific Regional Organisation
De Asia Pacific Regional Organisation (APRO) was een Aziatisch-Oceanische vakbondsfederatie gelieerd aan het Internationaal Verbond van Vrije Vakverenigingen (IVVV).

## Historiek
De vakbondsfederatie werd opgericht in 1951 onder de naam Asian Regional Organisation (ARO) als continentale afdeling van het IVVV. In 1984 werd de naam gewijzigd in Asian Pacific Regional Organisation (APRO).
Op 4 september 2007, naar aanleiding van de fusie van het IVVV en het Wereldverbond van de Arbeid (WVA) tot het Internationaal Vakverbond (IVV) in november 2006, fuseerde de APRO met de Brotherhood of Asian Trade Unions (BATU) tot het IVV-AP.

## Structuur

### Bestuur
| Tijdspanne  | Voorzitter               |
| ----------- | ------------------------ |
| 1953 - 1955 | Robert Jayatilaka        |
| 1955 - 1960 | Jose Hernandez           |
| 1960 - 1965 | Palayil Narayanan (MTUC) |
| 1965 - ?    | Haruo Wada               |
| ? - 1969    | Minoro Takita            |
| 1969 - 1976 | Palayil Narayanan (MTUC) |
| 1976 - 1982 | Devan Nair               |
| 1982 - 1988 | Tadanobu Usami           |
| 1988 - 1994 | Jamshedpur Gopeshwar     |
| 1994 - 2000 | Ken Douglas              |
| 2000 - 2005 | Sharan Burrow            |
| 2005 - 2007 | Govindasamy Rajasekaran  |

| Tijdspanne  | Algemeen secretaris |
| ----------- | ------------------- |
| 1951 - 1956 | Dhyan Mungat        |
| 1956 - 1966 | Govardhan Mapara    |
| 1966 - 1988 | V. S. Mathur        |
| 1988 - 2000 | Takashi Izumi       |
| 2000 - 2007 | Noriyuki Suzuki     |